# Hey Harmonica Man
Hey Harmonica Man est une chanson écrite par Lou Josie sortie en 1963 et initialement interprétée par Jo Jo Wail and the Somethings. 
L'année suivante, Stevie Wonder enregistre une version pour son album Stevie at the Beach. Deuxième single dont il est extrait, il entre dans le top 5 du Billboard R&B Singles, son meilleur résultat depuis Fingertips en 1963. Il s'agit de son premier single où il est présenté comme 'Stevie Wonder' et non plus 'Little Stevie Wonder'.   

## Version originale
La chanson est écrite par Lou Josie et interprétée pour la première fois en 1963 par Jo Jo Wail and the Somethings. 
Diffusée chez Smash (réf. S-1823), le disque est produit par Lou Josie (sous le nom de Jim King) et Marty Cooper (en). Cette version ne dure que 1 minute 50 et s'accompagne en face B de Wailin' Time, une chanson écrite par Marty Cooper. 

## Version de Stevie Wonder
Singles de Stevie Wonder
Castles in the Sand
(1964) Happy Street
(1964)
Son single précédent le présentait encore comme 'Little Stevie Wonder'. Maintenant âgé de 14 ans, l'adjectif 'Little' est ôté et c'est 'Stevie Wonder' qui sera dès lors affiché sur les futurs pochettes et labels des 45 tours.
Stevie Wonder enregistre aux studios Hitsville U.S.A. de Détroit (Michigan). Produit par Hal Davis (en) et Marc Gordon (en), le single sort le 21 mai 1964 chez Tamla (réf. T 54096) et les crédits mentionnent Lou Josie et Marty Cooper en tant que co-auteurs. Le titre est accompagné en face B de This Little Girl, une chanson créditée à Edward Holland Jr. (en), Norman Whitfield et Henry Cosby, et produite par ces deux derniers.
Le titre consiste en un appel et réponse dont les voix sont réalisées par des chœurs représentant une foule de fans, entrecoupé de plusieurs séquences à l'harmonica.
En France, le label Riviera diffuse un EP 4 titres homonyme (réf. 231 014) contenant Hey Harmonica Man, Beach Stomp, The Party At The Beach House et Happy Street, tous les quatre étant extraits de l'album Stevie at the Beach.

### Classement
Hey Harmonica Man est son plus gros succès depuis sa version live de Fingertips sortie en mai 1963.
| Classement (1964)                      | Meilleure position |
| -------------------------------------- | ------------------ |
| États-Unis (Billboard Hot 100)         | 29                 |
| États-Unis (Billboard Hot R&B Singles) | 5                  |

### Accueil
Billboard dit :"Stevie dompte son harmonica sur un rythme fort et un son puissant".
Pour Motown Junkies, "Hey Harmonica Man semble s'inspirer de Fingertips mais réécrit par un admirateur de son duo avec Clarence Paul, Little Water Boy".